# Tóth Gyula (labdarúgó, 1945)
Tóth Gyula (1945. március 4. – 2025. június 28.) magyar labdarúgó, csatár.

## Pályafutása
1966 és 1972 között a Bp. Honvéd labdarúgója volt. Az élvonalban 1966. március 13-án mutatkozott be a Dorog ellen, ahol csapata 3–2-es győzelmet szerzett. Tagja volt az 1968-as és 1969-es magyar kupa-döntős csapatnak. Az 1969-es idényben ezüst-, az 1970-tavasziban bronz- és az 1971–72-esben ismét ezüstérmet nyert a Honvéddal. 1972 és 1979 között a Zalaegerszegi TE játékosa volt. Az élvonalban összesen 286 alkalommal szerepelt és 15 gólt szerzett.

## Sikerei, díjai
- Magyar bajnokság
  - 2. 1969, 1971–72
  - 3.: 1970-tavasz
- Magyar kupa (MNK)
  - döntős: 1968, 1969